# Lucky Duck
Lucky Duck ist ein Musical des US-amerikanischen Songschreibers Bill Russell und des Dramatikers Jeffrey Hatcher aus dem Jahr 2004. Als Basis der Story diente das Märchen Das hässliche Entlein von Hans Christian Andersen, dessen Handlung mit dem Stilmittel des „Was-wäre-wenn“ fortgesetzt wird. Das Stück wurde zunächst als Show für erwachsene Zuschauer konzipiert, richtet sich jedoch seit der Umgestaltung an ein jugendliches Publikum und spielt im Bereich der Talentshows, die durch Fernsehsender verbreitet werden.

## Hintergrund
Die Story des Musicals feierte bereits im Jahr 2000 unter dem Titel Everything’s Ducky als dreistündige Show ihre Weltpremiere in den TheatreWorks in Palo Alto. Diese Produktion wurde auch im Theater von La Mirada, im Playhouse in the Park in Cincinnati und im Repertory Theater in St. Louis aufgeführt. Die Show Everything’s Ducky gewann im Jahr 2000 den „Backstage West Garland Award“ in der Kategorie „Best Score“ sowie den „Will Glickman Award“ in der Katrgorie „Best New Bay Area Play“.
Die Handlung wurde später überarbeitet und an aktuelle Ereignisse angepasst. Bill Russell, der gemeinsam mit Henry Krieger und Jeffrey Hatcher die Liedtexte und das Buch verfasste, schreib dazu:

“In the process of writing this, the world changed a lot, especially because of 9/11, and the new version reflects that.”

„Während des Prozesses der Überarbeitung veränderte sich die Welt, insbesondere wegen 9/11, und die neue Version spiegelt das wider.“

Auch wenn die Geschichte von dem Märchen Hans Christian Andersens inspiriert wurde, so ist die Handlung doch eine völlig eigenständige Geschichte, die entstand, weil Russell sich fragte wie die Erzählung nach der Verwandlung vom hässlichen Entlein in einen wundervollen Schwan weitergegangen sein könnte. Das Musical Lucky Duck versucht sich dieser Frage anzunehmen. Serena, das Schwanenmädchen, verlässt eines Tages den elterlichen Hof, um in „New Quack City“ ihre Träume zu verwirklichen und den Hänseleien durch die Geschwister zu entgehen.
Deutsche Inszenierung
Das Musical wurde von Nico Rabenald für die deutsche Inszenierung umgeschrieben und wird im Februar 2017 als deutsche Erstaufführung in der Brunsviga in Braunschweig zu sehen sein.

## Handlung
Lucky Duck spielt in einem merkwürdigen Königreich mit sprechenden Tieren. Regiert wird es von Vögeln und die Fleischfresser sind Bürger zweiter Klasse. In einer Anspielung an bekannte Castingshows kündigt der König eines Tages einen Gesangswettbewerb an, bei dem die besten Singvogel des Reiches gegeneinander antreten sollen. Der Schwan Serena, der wegen seines Aussehens von seiner Familie immer als Außenseiter angesehen wurde, ist vermutlich nicht schön genug für diesen Wettbewerb, denn sie ist ja nur das hässliche kleine Entlein vom Lande. Als sie von einem Wolfsangriff hört, folgt sie heimlich dem König und dessen gutbehüteten Sohn in den dunklen, verbotenen Wald. Hier trifft sie auf Wolf und erzählt ihm von ihrem Wunsch eine Sängerin zu werden, die von allen geliebt wird. Wolf antwortet ihr, dass er ein Agent sei und ihr helfen könne. Als Serena auf Drake trifft versteckt sie den Wolf, da sie weiß, dass dieser gesucht wird. Drake erklärt ihr, dass es wichtigere Dinge gibt, als gutes Aussehen. Drake entdeckt Wolf, aber es gelingt Serena diesen vor einer Verhaftung zu bewahren.
Serena stellt fest, dass sie von ihren Eltern adoptiert wurde und beschließt ab jetzt ihr Schicksal in die eigenen Hände zu nehmen und mit Wolf ihr Glück in „New Duck City“ zu suchen. Dort treffen sie auf die hungrigen Kojoten Karl und Kevin, doch Wolf beruhigt Serena und bittet sie sich nicht zu fürchten und ihm zu vertrauen. Wolf bringt Serena zu Goosetellas Modelagentur. Dort stellt sie mithilfe der Assistenten von Goosetella und dem Modefotografen Armand Dillo fest, dass sie ein wunderschöner Schwan ist, der zum Supermodell avanciert. Wolf bemerkt, wie in ihm eine Gier wächst Serena zu verspeisen, wann immer sie zu singen beginnt. Er befreit den etwas einfältigen Kojoten Kevin aus dem Gefängnis und beschließt sich gemeinsam mit diesem aufzumachen, um Serena zu verschlingen.
Derweil beginnt im Quackerdome der Singvogelwettbewerb. Und gerade als Wolf sich auf Serena stürzen will, um sie zu vernaschen, stirbt der König vor Verzückung über ihren Gesang. Serena wird verhaftet und schwört sich nie wieder zu singen. Wolf und Kevin hingegen entwickeln einen Plan, wie sie Serena dazu bringen können zu singen, um dadurch alle Vögel zu töten und die Macht im Reich an sich zu reißen. In ihrem Kerker wird Serena von Goosetella und Armand Dillo besucht, die ihr gut zureden und sagen, sie solle ihren Mut nicht verlieren. Als Drake und Wolf kommen, um Serena zu befreien beschließt sie Wolf zu vertrauen, der verspricht ihren Namen reinzuwaschen. Dafür soll sie bei der Trauerfeier zu Ehren des Königs singen. Serena merkt zu spät, dass sie hinters Licht geführt wurde. Wolf und Kevin Fesseln sie und bereiten sich darauf vor sie nach dem Konzert zu verzehren. Wolf droht damit ihre Stiefschwestern und Drake zu verschlingen, wenn Serena sich weigert zu singen. Doch die Rechnung der Gauner geht nicht auf, anstatt dass alle Zuhörer tot zu Boden sinken, bewirkt ihre Stimme, dass sich alle liebevoll umarmen. Selbst der König wird aus seinem Todesschlaf zurückgeholt. Wolf stürzt sich hungrig auf Serena, aber anstatt sie zu fressen, küsst er sie innig. Serena gesteht ihm ihre Liebe und das ganze Königreich lebt seither glücklich und in Frieden.

## Rollen
| Originalname / deutscher Name                                                                                   | Eigenschaft                                                                | Tierart    |
| Serena | Das hässliche Entlein, schüchtern, tapfer, ehrgeizig und an sich zweifelnd | Schwan     |
| Wolf | Ein charmanter immer hungriger Talentsucher und ehemaliger Fleischesser.   | Wolf       |
| Clem Coyote / Alpha Kevin                                                                                       | keiner von den Schlausten                                                  | Kojote     |
| Carl Coyote / Karl                                                                                              | ist schlauer als sein Bruder                                               | Kojote     |
| Cop | ein irischer Polizeihund, der sich nichts bieten lässt                     | Hund       |
| Drake / Erpel                                                                                                   | der verwöhnte Prinz, der niemals erwachsen zu werden scheint               | Ente       |
| King / König | gutmütiger, wohlmeinender Vater von Drake                                  | Ente       |
| Queen / Königin                                                                                                 | arrogante, anspruchsvolle Mutter von Drake                                 | Ente       |
| Mrs. Mallard | Serenas egozentrische Stiefmutter                                          | Ente       |
| Millicent Mallard                                                                                               | Serenas gemeine Stiefschwestern                                            | Ente       |
| Mildred Mallard                                                                                                 | Serenas gemeine Stiefschwestern                                            | Ente       |
| Goosetella / Gänseputtel                                                                                        | die schickste Gans in der Stadt, Inhaber der Chick Modelagentur            | Gans       |
| Verblinka | Assistentin von Goosetella, osteuropäisches Model                          | Gans       |
| Priggy / Kim Chi                                                                                                | Assistentin von Goosetella, asiatisches Model                              | Gans       |
| Armand Dillo | begeisterungsfähiger Top-Modefotograf                                      | Gürteltier |
| Free Range Chicken / Freilandhühnchen                                                                           | wilde und laute Hühner                                                     | Huhn       |
| Chicken Little / Wärter (Kleines Hühnchen)                                                                      | verrückter Gefängniswärter                                                 | Huhn       |
| Wren / Zaunkönig                                                                                                | jung, verloren, unschuldig und dankbar                                     | Zaunkönig  |
| The Three Little Pigs / Drei kleine Schweinchen                                                                 | obdachlose, bedürftige arme Schweine                                       | Schwein    |
| Mr. Mäh | ein schottisches Schaf                                                     | Schaf      |
| insgesamt 32 mögliche Rollen, mindestens 9 Darsteller, fünf Männer, vier Frauen, optionaler Chor, fünf Musiker. |                                                                            |            |

## Musik
Die Musik wurde von Henry Krieger komponiert und stellt einen für amerikanische Jugend-Musicals bewährte Mix aus schnellen rockigen Songs, bluesartigen und lyrischen Stücken in traditioneller Instrumentierung dar. Das Orchester besteht aus einem führenden Piano und einem Synthesizer. Dazu kommen Sopran-, Alt- und Tenorsaxophon, Flöte, Klarinette, Oboe und Englischhorn. Den Rhythmus liefern Bass und Schlagzeug.

## Rezension
Das Stück wurde positiv aufgenommen. So schreibt das Broadway-Magazin Talkin' Broadway, dass „…die Songs von Krieger und Russell vielleicht nicht ganz auf dem Niveau sind, das sie für ihre Musicals Side Show von 1997 oder Dreamgirls (1981) bereits erreicht haben, aber sie schaffen es hervorragend, alle musikalischen Stationen in der Karriere der Hauptfigur vom ländlichen Hee Haw bis zu den Motownstudios zu beschreiben.“ Das Magazin Playbill schrieb, „dass die Show zwar für Erwachsene konzipiert wurde, aber auch für Familien geeignet sei. Das Stück sei voll heißer Pop-Musik, Rhythm and Blues, Gospel und Showstoppern im gewohnten Stil des Broadway.“ Die Deutschlandpremiere erhielt positive Kritiken, so schrieb Klaus Gohlke, freier Journalist bei der Braunschweiger Zeitung, in seinem Blog: „Hochkomplex das alles. Eigentlich zu komplex für eine Schultheatertruppe. Jedoch: Man sitzt, sieht, lauscht und ist so verwirrt wie beeindruckt. Wie kann man so einen Stoff mit Schülerinnen und Schülern derart gekonnt zur Aufführung bringen? Musik, Drama, Tanz, Show – woher die Kraft der Akteure sich so verletzlich zu präsentieren? […] Beeindruckend die Arbeit vor allem im Detail: Kostüme und Maske ließen Typen erkennbar werden. Hervorragend beobachtet und mimisch-gestisch witzig wiedergegeben die ganze Skala des Posens im ShowBiz. Insgesamt eine stimmige Choreographie, die die Schwierigkeiten der Brunsviga-Bühne zusammen mit der Technik produktiv zu bewältigen wusste.“
| Originaltitel                             | deutscher Titel (Nico Rabenald)              |
| That’s One Ugly Duck                      | Man sieht, dass sie hässlich ist             |
| That’s One Ugly Duck (Reprise)            | Man sieht, dass sie hässlich ist (Reprise)   |
| Average, Simple, Mega Superstar           | Einfach ein kleiner Mega Superstar           |
| A Helping Paw                             | Ich reich dir ’ne Tatze                      |
| Too Bad You’re Not My Type                | Du bist halt nicht mein Typ                  |
| Average, Simple, Mega Superstar (Reprise) | Einfach ein kleiner Mega Superstar (Reprise) |
| Juicy, Tender, and Young                  | Saftig, sehr zart und sehr jung              |
| A Helping Paw (Reprise)                   | Ich reich dir ’ne Tatze (Reprise)            |
| The Look                                  | Der Look                                     |
| Embrace Your Inner Swan                   | Umarm den Schwan in dir                      |
| The Look (Reprise)                        | Der Look (Play off)                          |
| Careful What You Wish For                 | Achte auf die Wünsche                        |
| Wolfiloquy                                | Wolfs Selbstgespräch                         |
| Good Times Are Here At Last               | Die Goldene Zeit ist da                      |
| Where Did The Good Times Go?              | Wo sind die Zeiten hin?                      |
| Where Did The Good Times Go? (Reprise)    | Goldene Zeiten (Reprise)                     |
| Wipe The Egg Off Your Face                | Wisch das Ei vom Gesicht                     |
| I’d Love To Sing A Love Song              | Ich liebe Liebeslieder                       |
| Good Enough To Eat                        | Du siehst appetitlich aus                    |
| Don’t Start Playing My Swan Song          | Spiel mir noch kein Schwanenlied             |
| Lucky Duck                                | Seht, wie ich glücklich bin                  |

## Aufführungen (Auswahl)
- 10. Juli 2004: „The Old Globe“, San Diego – erste Version
- 20. April 2007: „Boston Conservatory“, Boston
- 22. Juni 2010: „The Coterie Theatre“, Kansas City – Theatre for Young Audiences Production
- 19. März 2012: „New Victory Theatre“, New York[10]
- 17. Februar 2017: „Brunsviga“, Braunschweig – deutsche Erstaufführung durch die Musiktheatergruppe „jetztodernie“ unter der Leitung von Kaja Brandenburger (Regie) und Felix Goltermann (musikalische Leitung).

## Publikationen
- Bill Russell, Jeffrey Hatcher, Gip Hoppe, Linda Goodrich, Shawn Gough, Tracey Conyer Lee, John Herrera, Tony Capone, Mark Chmiel, Alicia Irving, Natalie Toro, Henry Krieger, H. C. Andersen: Everything’s ducky. Repertory Theatre of St. Louis, Saint Louis, Mo. 2000, OCLC 854576634 (Buch zur ursprünglichen Musikshowversion).
- Henry Krieger, Bill Russell, Jeffrey Hatcher: Lucky duck. Theatrical Rights, New York 2007, OCLC 385062216 (Buch zur Bostoner Aufführung).
- Bill Russell, Jeffrey Hatcher, Bill Casey, Michelle Chassé, Henry Krieger: Lucky duck. Aufnahme der Aufführung aus dem Boston Conservatory vom 21. April 2007 (DVD-Video).
- Lucky Duck – 2007 Boston Conservatory. castalbums.org, 2007, abgerufen am 27. Dezember 2016 (Studioaufnahme – Bristol Studios).
- Klaus Gohlke: „Baby, ich mache dich zum Schwan!“ In: Braunschweiger Zeitung. 22. Februar 2017 (braunschweiger-zeitung.de – Zugriff nur über Login).